# Surface of Atlantic
Surface of Atlantic est un groupe de rock indépendant canadien, originaire de Montréal, au Québec. Le groupe mêle folk et rock indépendant.

## Biographie
Surface of Atlantic est formé en 2004. En 2007, le groupe sort son premier album Ephemeral as We Speak sous une étiquette indépendante,.
Surface of Atlantic participe à quatre chansons dans le film J’ai tué ma mère produit par Xavier Dolan, qui a gagné trois prix à la quinzaine des réalisateurs du festival de Cannes. Leur deuxième album studio, intitulé A Frame per Season, est publié à Montréal le 1er septembre 2010. Leur troisième album studio, Fortunate Lives, est publié le 25 septembre 2015. Le groupe joue en soutien à son troisième opus, passant notamment au Café Frida.

## Discographie
- 2007 : Ephemeral as We Speak
- 2010 : A Frame per Season
- 2015 : Fortunate Lives